# قورصو
قورصو (به عربی: قورصو) یک شهرداری و عوارض جغرافیایی در الجزایر است که در Boumerdès District واقع شده‌است. قورصو ۲۰٬۷۰۵ نفر جمعیت دارد.